# Noordelijke Eilanden

De Noordelijke Eilanden

De Noordelijke Eilanden (Engels: Northern Isles; Schots-Gaelisch: Na h-Eileanan Tuath; Oudnoords: Norðreyjar) is een rij eilanden voor de noordkust van het vasteland van Schotland.
De Noordelijke Eilanden bestaan uit de Shetlandeilanden en de Orkneyeilanden, met het daartussen gelegen Fair Isle. Soms wordt ook Stroma (bestuurlijk onderdeel van Caithness, Highland) tot de Noordelijke Eilanden gerekend.
Bestuurlijk gezien vallen de Noordelijke Eilanden onder twee raadsgebieden: Shetland en Orkney. Stroma behoort tot Highland.
De Noordelijke Eilanden hebben een Noordse cultuur, hetgeen hen onderscheidt van het Gaelische vasteland. Er zijn historische banden met de Faeröer, IJsland en Noorwegen. De eilanden hebben echter ook een Pictische geschiedenis, en in tegenstelling tot de Faeröer en IJsland zijn er prehistorische objecten als brochs en steencirkels.